# Niederländische Volleyballnationalmannschaft der Frauen

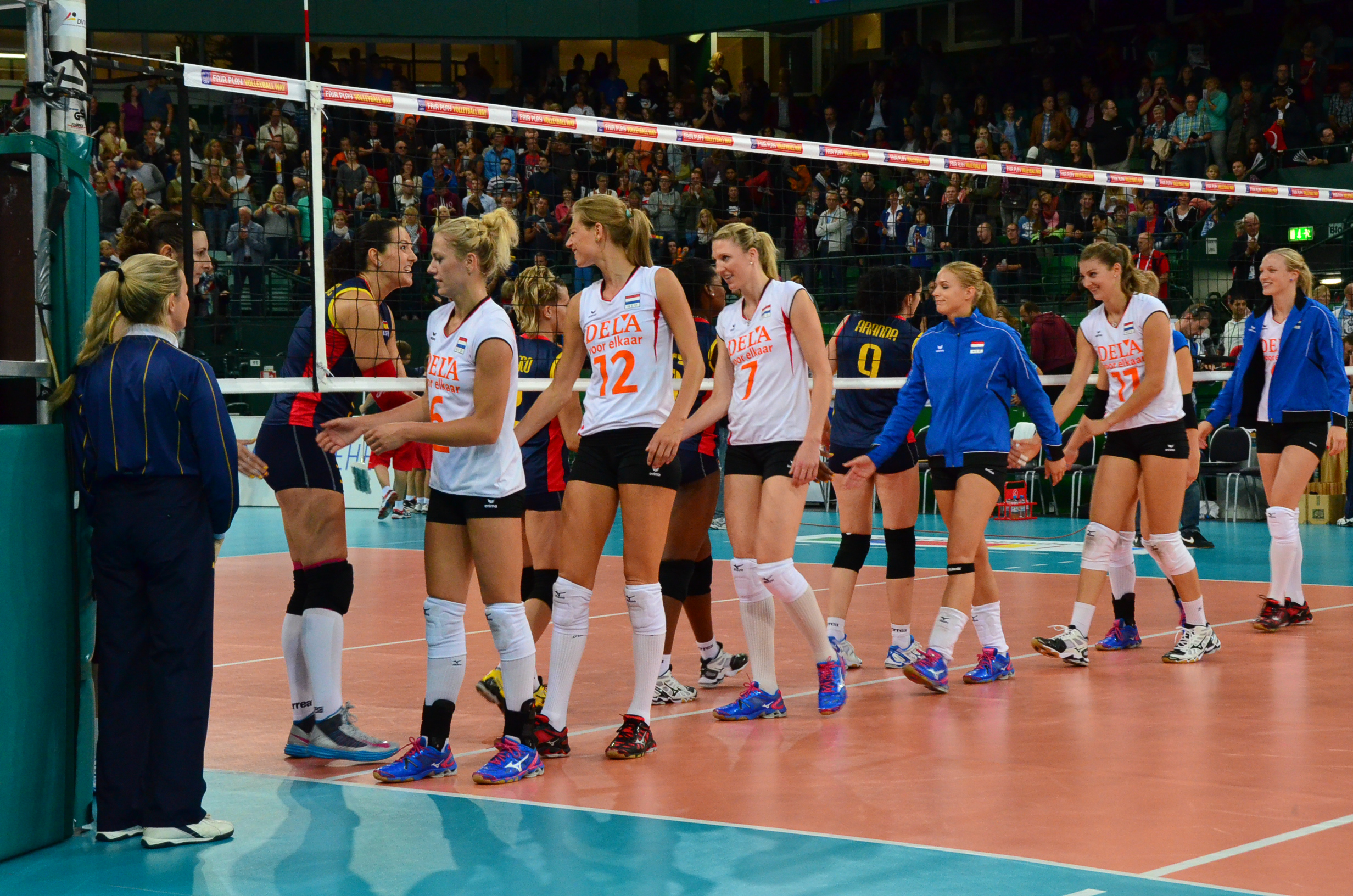
Die Niederländische Nationalmannschaft nach dem Sieg gegen Spanien bei der Europameisterschaft 2013

Die niederländische Volleyballnationalmannschaft der Frauen ist eine Auswahl der besten niederländischen Spielerinnen, die den Nederlandse Volleybal Bond bei internationalen Turnieren und Länderspielen repräsentiert.

## Geschichte

### Weltmeisterschaften
Bei der ersten Teilnahme an einer Volleyball-Weltmeisterschaft belegten die niederländischen Frauen 1956 den zehnten Rang. Danach wurden die Ergebnisse zunächst kontinuierlich schlechter bis zum 17. Platz 1978. Auch vier Jahre später waren die Niederlande nur einen Platz besser. 1990 stießen sie als Neunter erstmals unter die ersten Zehn vor und hielten sich anschließend immer zwischen Platz sieben und neun, bis sie 2018 ihr bestes Ergebnis mit dem 4. Platz erreichen konnten.

### Olympische Spiele
Die Niederländerinnen nahmen 1992 in Barcelona erstmals am olympischen Turnier teil und erreichten den sechsten Platz. Bei den Spielen 1996 verbesserten sie sich auf Rang fünf. 2008 in Peking und 2012 in London waren sie nicht dabei. Für die Spiele 2016 konnten sie sich qualifizieren und erreichten ihr bestes Resultat mit dem 4. Platz. 2020 waren sie nicht qualifiziert. 2024 in Paris schieden die Niederländerinnen in der Vorrunde aus.

### Europameisterschaften
Bei der ersten Volleyball-Europameisterschaft belegten die niederländischen Frauen den letzten von sieben Plätzen und 1951 wurden sie Fünfter unter sechs Mannschaften. Als die Anzahl der Teilnehmer stieg, blieb ihnen 1958 zunächst nur der zehnte Rang. Dann verbesserten sie sich zunächst bis zum siebten Platz 1967, ehe es wieder abwärtsging (1975 Elfter). Ein erneuter Aufschwung führte bis zum sechsten Platz 1979 und 1983 waren die Niederlande wieder Elfter. Bei der Europameisterschaft im eigenen Land wurden sie 1985 Dritter. Nach dem fünften Rang 1987 und einem verpassten Turnier erreichten sie 1991 das Endspiel gegen die Sowjetunion. Es folgte ein schwächeres Turnier (Siebter), aber als die Titelkämpfe 1995 wieder vor eigenem Publikum stattfanden, gewannen die Niederländerinnen gegen Kroatien ihren ersten kontinentalen Titel. Die Titelverteidigung misslang als Neunter. Von 1999 bis 2007 wurden die niederländischen Frauen viermal Fünfter, nur 2003 waren sie noch besser, als sie das Spiel um den dritten Platz knapp gegen Deutschland verloren. 2009 wurde man Vizeeuropameister, während 2011 und 2013 lediglich der siebte bzw. der neunte Platz erreicht wurde. 2015 hatte man im eigenen Land im Finale gegen Russland verloren. 2017 war man Zweiter hinter Serbien. 2019 folgte Platz fünf und 2021 verloren sie das Spiel um den dritten Platz gegen die Türkei. 2023 wurden sie Dritte.

### World Cup
Die Niederländerinnen spielten bisher einmal im World Cup mit und wurden 1995 Achter.

### World Grand Prix
Beim World Grand Prix waren die niederländischen Frauen 1994 erstmals dabei und erreichten den neunten Rang. 1996 und 1997 steigerten sie sich als Siebter und Sechster. Zwei Jahre später belegten sie den achten Platz. 2003 kehrten sie als Vierter erfolgreich zurück. Nach dem sechsten Platz 2005 gewannen sie 2007 den Wettbewerb. Die Niederländerinnen wurden 2009 Vierte und 2010 Siebte. Nach zwei Jahren Pause landete man 2013 lediglich auf Platz zwölf. 2014 erreichte man 14. Platz, 2015 folgte Platz 13. 2016 haben sie den Sprung auf Platz drei geschafft und 2017 wurden sie Fünfter.

### Nations League
Bei der Nations League erreichten die Niederlande mit Platz fünf ihr bestes Resultat. 2019 wurden sie nur Elfter. 2021 kam Platz sieben dazu. 